# Avèze, Puy-de-Dôme
Avèze är en kommun i departementet Puy-de-Dôme i regionen Auvergne-Rhône-Alpes i centrala Frankrike. Kommunen ligger i kantonen Tauves som tillhör arrondissementet Issoire. År 2022 hade Avèze 159 invånare.

## Befolkningsutveckling
Antalet invånare i kommunen Avèze
| Referens: INSEE |